# Товща (геологія)

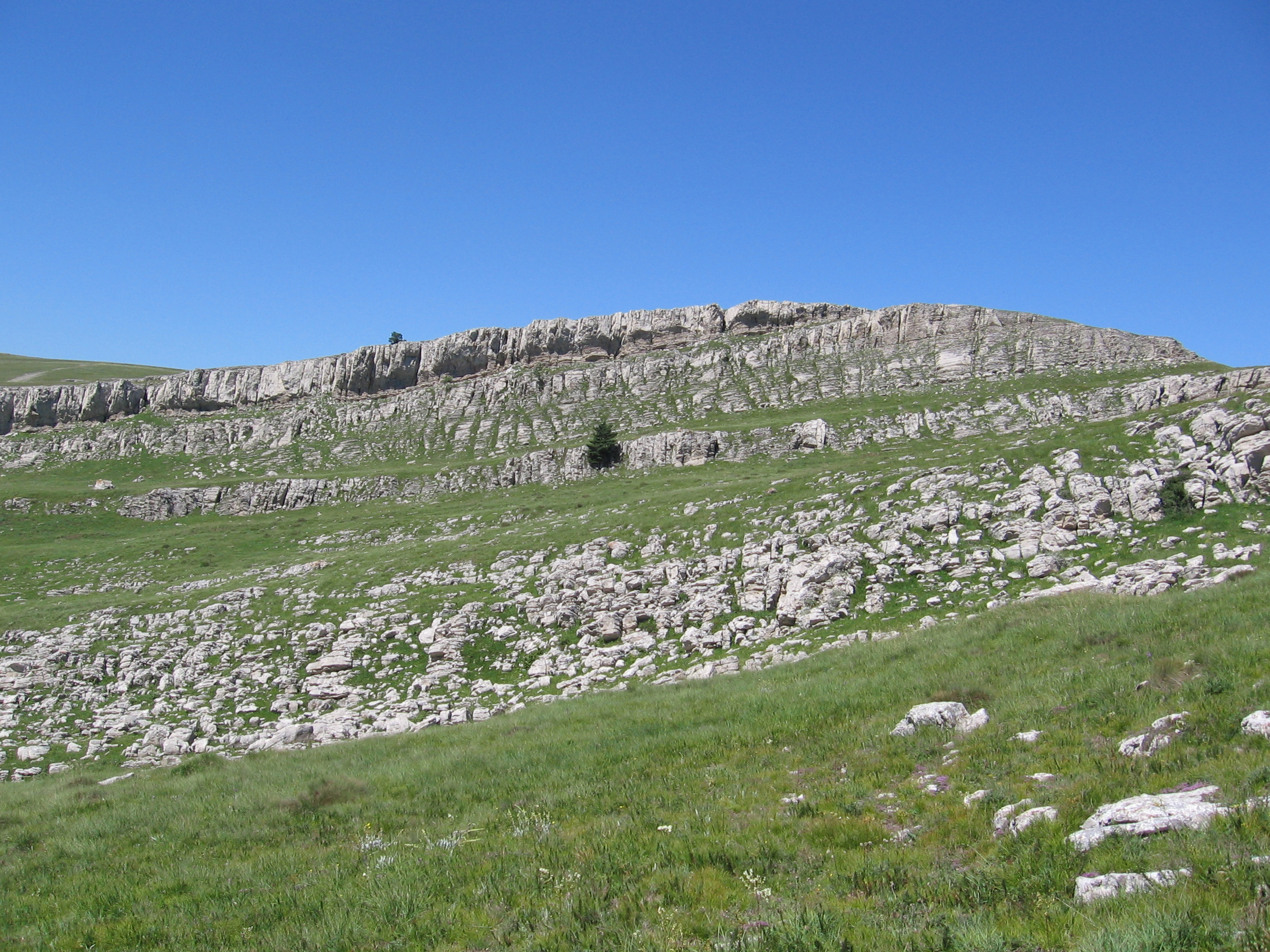
Товща гірських порід. Крим.

Товща (рос. толща; англ. rock mass, horizon, strata, series; нім. Dicke f, Stärke f, Serie f) – 
- 1. Маса якої-небудь речовини, якогось тіла від поверхні у глибину, шар чого-небудь. Приклад – товща гірських порід, продуктивна товща.
- 2. Сукупність геологічних утворень, що характеризується деякою спільністю порід або їх асоціацій (склад, характер шаруватості, геологічний вік, умови утворення тощо). Частіше за все Т. називають таке геологічне тіло, яке ще не віднесене до світи або підсвіти.
- 3. Сукупність гірських порід (осадових, вулканічних або метаморфічних), які мають деяку спільність (склад, характер шаруватості, геологічний вік, умови утворення). Розрізняють товщу базальну, нафтоносну, рудоносну і т.п. Належить до стратиграфічних термінів вільного вживання.

## Окремі різновиди
ТОВЩА БАЗАЛЬНА – залягає в основі макроритму осадонакопичення. Складена піщаними і гальковими гірськими породами, вапняками та інш. При великих морських трансгресіях нерідко складається з континентальних відкладів, прибережних осадів. Часто містить поклади корисних копалин, особливо рудних. Термін вільного вживання.
ТОВЩА НАФТОНОСНА – комплекс відкладів, що включає гірські породи, які містять нафту. В Т.н., як правило, присутня та чи інша кількість природного газу, таким чином Т.н. є по суті нафтогазоносною.
ТОВЩА РУДОНОСНА – відклади будь-якого стратиграфічного підрозділу – світи, пачки і т. д., що включають рудні утворення. Відповідно виділяють рудоносні світу, пачку, горизонт, пласт і т. д. Термін вільного вживання.